# Racotis canui
Racotis canui är en fjärilsart som beskrevs av Claude Herbulot 1991. Racotis canui ingår i släktet Racotis och familjen mätare. Inga underarter finns listade.